# Porcellio krivosijensis
Porcellio krivosijensis är en kräftdjursart som beskrevs av Hans Strouhal 1939. Porcellio krivosijensis ingår i släktet Porcellio och familjen Porcellionidae. Inga underarter finns listade i Catalogue of Life.